# Charlie Massó
Carlos Javier Rivera Massó (né le 3 juin 1969) est un chanteur, acteur et réalisateur de télévision portoricain qui fait partie du groupe Menudo dans les années 1980. Il enregistre 14 albums avec le groupe Menudo et 4 albums solo, et participe à d'autres albums.

## Biographie
Il commence sa carrière dans le boys band Menudo, apparaissant dans le film Una aventura llamada menudo, atteignant la célébrité et la popularité. Il quitte le groupe en 1987 et est remplacé par Ralphy Rodriguez. Il entame sa carrière solo au milieu des années 1990 et connaît un succès avec la chanson Te me vas en 1994. Il interrompt sa carrière solo en 1998 lorsque le groupe revient dans le cadre du projet El Reencuentro.
Il participe à la série musicale Disco de Oro sur TV Azteca, réalisée par José Luiz Rodrígues « El Puma » et María Inés Guerra. Elle participe à deux feuilletons : Gata Selvagem (2002, Venevisión, Venezuela, diffusé au Brésil sur RedeTV!) et Fanatikda (TV Televisión, Équateur).

## Vie personnelle
Il a épousé Yanilet Aracena, avec qui il a eu deux fils, Carlos et Ángel. Depuis plus de dix ans, il entretient une relation avec l'actrice Marisa Baigés, qui a fait l'objet de nombreuses spéculations dans les médias latins. Malgré plusieurs apparitions ensemble, le couple refuse de confirmer publiquement leur romance.

## Discographie

### Albums studio
- 1988 : Charlie Massó
- 1989 : Sin ti
- 1993 : Inevitable
- 2002 : Tributo Al Príncipe

## Filmographie

### Telenovelas
- Amor en silencio (1988)
- Cuando llega el amor (1989-1990) - Rey
- Muchachitas (1991-1992) - Mauricio Rubio / Mauricio Durán
- Gata salvaje (2002-2003) - Rodrigo
- Fanatikda (2010-2011) - Gonzalo Arpón

### Cinéma
- Jóvenes Perversos (1991)
- Bésame En La Boca (1995) - Eduardo